# Село Прилипац, борци пали у ратовима од 1912. до 1918. године
Списак бораца из села Прилипац, Општина Пожега, погинулих и умрлих у Балканским и Првом светском рату преузет је из књиге „Пожега и околина”, објављене 1978. године.

## Основни списак
1. Антовић Миленко
2. Антовић Милосав
3. Антовић Митар
4. Антовић Мито
5. Антовић Саво
6. Васиљевић Сретен
7. Јаковљевић Божо
8. Јаковљевић Милић
9. Јаковљевић Стеван
10. Јовановић Василије
11. Јовановић Добривоје
12. Јовановић Милисав
13. Јовановић Никола
14. Јовановић И. Петар
15. Јовановић Станко
16. Ковачевић Драго
17. Ковачевић Павле
18. Мајсторовић Благоје
19. Мајсторовић Миленко
20. Мајсторовић Милија
21. Мајсторовић Живко
22. Мајсторовић Радисав
23. Мајсторовић Чедомир
24. Милићевић Драго
25. Милићевић Милан
26. Младеновић Глишо
27. Младеновић Драгомир
28. Радојевић Јаћим
29. Радојевић Светозар
30. Радојевић Милутин
31. Радојевић Милован
32. Радојевић Мирко[1]

## Списак са подацима
У књизи „Драгачево и његови славни синови” Милисава Д. Протића-Гучанина из 1940. године објављен је интегралан списак у коме су наведени подаци о сваком страдалом ратнику:
1. Антовић Дмитар, редов, умро код куће на боловању 1916.
2. Антовић Миленко, наредник, умро у Крагујевцу 1914.
3. Антовић Милисав, каплар, умро у К. Митровици 1918.
4. Антовић Мито, редов, умро у Уж. Пожези 1915.
5. Антовић Саво, редов, пог. на фронту 1914.
6. Васиљевић Сретен, редов, умро код куће 1916.
7. Јаковљевић Божо, редов, пог. на фронту 1914.
8. Јаковљевић Милић, наредник, пог. на Плочи 1915.
9. Јаковљевић Стеван, редов, пог. на Плочи 1915.
10. Јовановић Василије, п. наредник, пог. на Плочи 1915.
11. Јовановић Добривоје, редов, умро на острву Виду 1916.
12. Јовановић Милисав, редов, нестао 1915.
13. Јовановић Никола, редов, пог. на Степојевцу 1914.
14. Јовановић Петар Н, редов, умро у ропству 1918.
15. Јовановић Станко, редов, умро у Призрену 1913.
16. Ковачевић Драго, редов, умро код куће на боловању 1915.
17. Ковачевић Павле, редов, умро у ропству 1916.
18. Мајсторовић Благоје, редов, умро у отступању 1915.
19. Мајсторовић Живко, редов, умро на Солунском фронту 1918.
20. Мајсторовић Миленко, редов, умро у ропству 1916.
21. Мајсторовић Милија, редов, пог. у отступању 1915.
22. Мајсторовић Радисав, редов, пог. на Крупњу 1914.
23. Мајсторовић Чедомир, редов, умро код куће 1915.
24. Младеновић Глишо, редов, умро у К. Митровици 1912.
25. Младеновић Драгомир, редов, пог. на Шапцу 1914.
26. Милићевић Драго, редов, пог. на Шапцу 1915.
27. Милићевић Милан, редов, пог. на Шапцу 1914.
28. Радојевић Јаћим, редов, умро код куће 1915.
29. Радојевић Милутин, редов, умро у Ашаху 1916.
30. Радојевић Милован, редов, умро у ропству 1915.
31. Радојевић Мирко, редов, умро код куће 1916.
32. Радојевић Светозар, пог. на Брестовику 1915.